# George D. Snell
George Davis Snell, född 19 december 1903 i Bradford i Massachusetts, USA, död 6 juni 1996 i Bar Harbor i Maine, var en amerikansk musgenetiker och immunolog som delade Nobelpriset i fysiologi eller medicin 1980 med Baruj Benacerraf och Jean Dausset för deras upptäckt av de gener som styr det större histokompatibilitetskomplexet (major histocompatibility complex) och dess funktion.
Han tilldelades 1978 Wolfpriset i medicin tillsammans med Jean Dausset och Jon J. van Rood.

## Biografi
Snell var det yngsta av tre barn och hans far arbetade som sekreterare för den lokala YMCA. Han uppfann en anordning för lindade induktionsspolar för motorbåtsmotorer. Snell utbildades i Brookline, Massachusetts skolor och började sedan studera på Dartmouth College i Hanover, New Hampshire, där han fortsatte sin passion för matematik och vetenskap, med fokus på genetik. Han tog sin kandidatexamen från Dartmouth 1926.
På rekommendation av John Gerould, hans genetikprofessor vid Dartmouth, tog Snell examen vid Harvard University med William E. Castle som handledare, den första amerikanska biologen som letade efter mendelianskt arv hos däggdjur. Snell disputerade vid Harvard 1930. Hans doktorsavhandling handlade om genetisk länkning hos möss.
Arbetet "tjänade till att övertyga mig om att forskning var min verkliga kärlek", skrev Snell i sin självbiografi. "Om det skulle vara forskning, var musgenetik det tydliga valet och Jackson Laboratory, grundat 1929 av Dr. Clarence Cook Little, en av Castles tidigare studenter, nästan det oundvikliga urvalet som en plats att arbeta." Jackson Laboratory var (och är fortfarande) världens centrum för musgenetik.
Efter korta inhopp som lärare, började Snell 1935 att arbeta på The Jackson Laboratory i Bar Harbor på vackra Mount Desert Island vid Maines kust och han stannade där under hela sin långa karriär. I Bar Harbor träffade han och gifte sig med Rhoda Carson och de fick tre söner, Thomas, Roy och Peter. På fritiden tyckte Snell om skidåkning, en passion han utvecklade under sina år i Dartmouth, samt tennis.
Snell fick Cancer Research Institute William B. Coley Award 1978 för framstående forskning inom immunologi. År 1988 författade han ett omfattande verk, Search for a Rational Ethic, om etikens natur och de regler vi lever efter. Den innehåller en evolutionsbaserad etik grundad på biologiska realiteter som han trodde var tillämpliga på alla människor.

## Vetenskapligt arbete
Efter att ha tagit doktorsexamen från Harvard var Snell anställd som lärare vid Brown University, åren 1930 –1931 och tillbringade sedan två år som postdoktor vid University of Texas med H.J. Muller, som banade väg för strålningsgenetik. Föga överraskande studerade Snell tillsammans med Muller röntgenstrålars genetiska effekter på möss.
Snell upptäckte specifikt de genetiska faktorerna som bestämmer möjligheterna att transplantera vävnad från en individ till en annan. Det var Snell som introducerade begreppet H-antigener. Snell's work in mice led to the discovery of HLA Snells arbete med möss ledde till upptäckten av HLA, det stora histokompatibilitetskomplexet, hos människor (och alla ryggradsdjur) som är analogt med H-2-komplexet hos möss. Erkännande av dessa viktiga gener var förutsättning för framgångsrika vävnads- och organtransplantationer.

## Utmärkelser och hedersbetygelser
- 1935-68  The Jackson Laboratory, anställd forskare
- 1952     Invald i American Academy of Arts and Sciences
- 1955     Hekteonmedaljen av American Medical Association
- 1962     Griffen Animal Care Panel Award
- 1962     Bertner Foundation Award
- 1967     Gregor Mendel-medaljen, Tjeckslovakiska vetenskapsakademin
- 1968-96  The Jackson Laboratory, senior forskare emeritus
- 1970     Invald i The National Academy of Sciences
- 1976     Gairdner Foundation International Award
- 1978     National Cancer Institute Award
- 1978     Invald i British Transplantation Society, hedersmedlem
- 1978     Wolf Prize in Medicine
- 1979     Invald i Franska vetenskapsakademin
- 1980     Nobelpriset i fysiologi eller medicin
- 1981     Grundande medlem av World Cultural Council[10]
- 1982     Invald i American Philosophical Society
- 1982     Golden Plate Award av the American Academy of Achievement[11]
- 1983  Invald i British Society of Immunology, hedersmedlem